# Bernardo D'Arezzo
Bernardo D'Arezzo (Pagani, 23 agosto 1922 – Roma, 13 settembre 1985) è stato un politico italiano, deputato della Democrazia Cristiana dal 1958 al 1979 e senatore dal 1979 al 1983.
Fu ministro del turismo e dello spettacolo in due governi, tra il 1979 e il 1980.

## Biografia
Nacque a Pagani, in provincia di Salerno, da genitori d'origine contadina. Il padre divenne più tardi tranviere. Nel 1947 si laureò in Scienze economiche e commerciali all'Università degli Studi di Napoli Federico II, avendo come relatore di tesi Epicarmo Corbino, già ministro del Tesoro, e diventò in seguito dottore commercialista.

### L'impegno nel Sindacato
Fu attivo come sindacalista già durante gli studi universitari, stipulando il primo contratto nazionale dei lavoratori conservieri, in qualità di dirigente sindacale nazionale della FILIA Federazione Italiana Lavoratori Industrie Alimentari.
Ricoprì diversi incarichi, da sindacalista o da esperto, presso l'Istituto Nazionale per l'Assicurazione contro le Malattie, le ACLI, le casse mutue artigiane e le casse dei coltivatori diretti.
Promosse, negli anni settanta, durante l'incarico come direttore dell'Ufficio Centrale della DC sui problemi delle assicurazioni, il 1º Convegno Nazionale dei problemi assicurativi. Vice presidente vicario del C.I.R.S.A. Centro Italiano Ricerche e Studi Assicurativi, affiancando il senatore Giuseppe Pella che occupava il ruolo di presidente e inoltre coordinò Istituto per la vigilanza sulle assicurazioni private, elaborando un documento che poi diverrà legge dello Stato.
Dal 1972 fu presidente del consiglio di amministrazione della S.I.D.A, Società di Assicurazioni del Gruppo Tirrena.
Nel 1984 venne chiamato a far parte del Consiglio di Amministrazione e del Comitato Direttivo dell'INA Assitalia, Istituto Nazionale delle Assicurazioni.

### Gli anni della Azione Cattolica, del sindacato e della scelta politica
Proveniente dalla Gioventù di Azione Cattolica diretta da Luigi Gedda, e dalla FUCI, nel 1944 si iscrisse alla Democrazia Cristiana e nel 1946 fu impegnato in prima fila nel paese di origine Pagani e nell'agro nocerino sarnese, in favore del referendum istituzionale e in favore della scelta repubblicana, in un panorama locale, provinciale e regionale dominato dalle famiglie monarchiche e qualunquista.

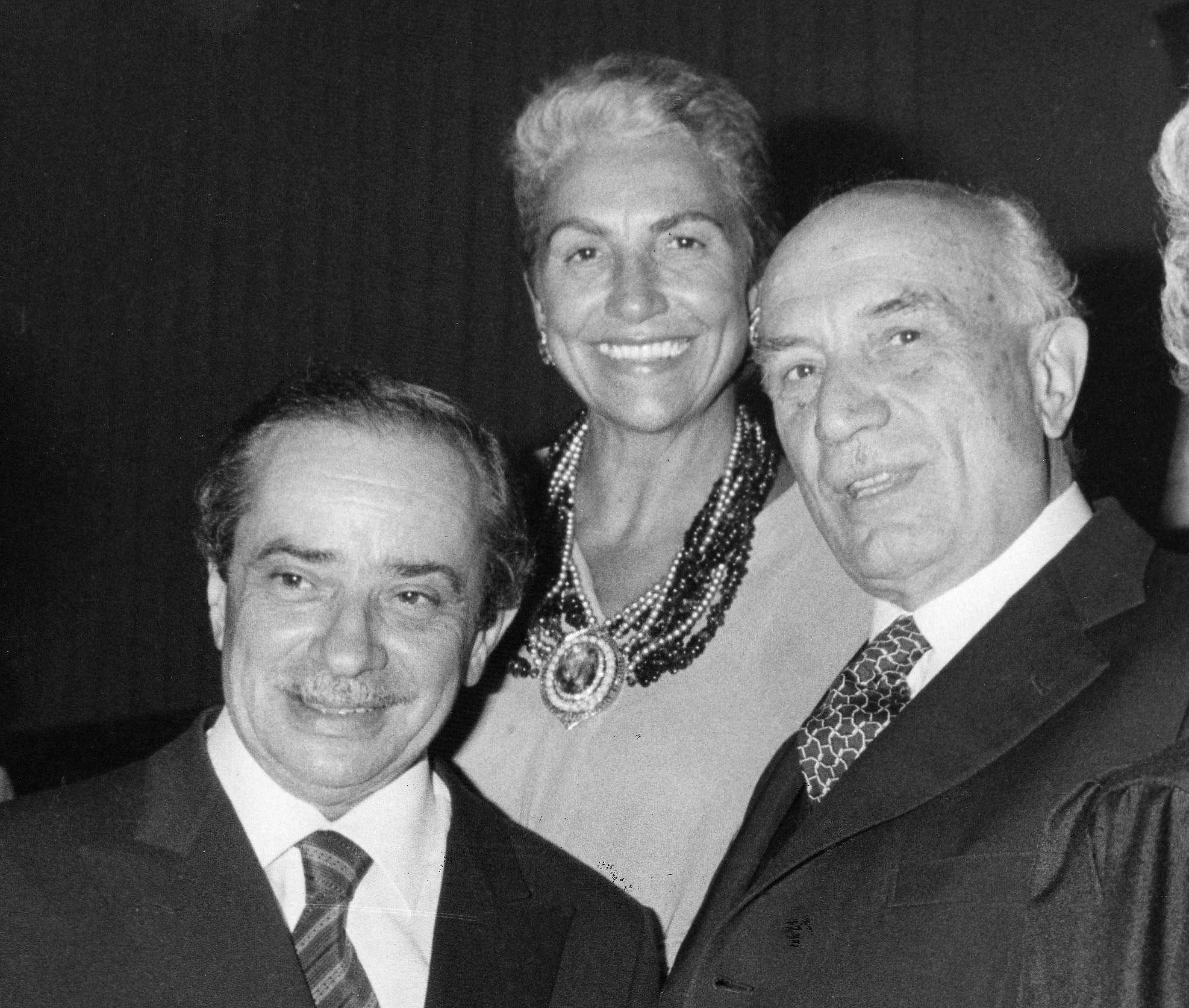
Bernardo D'Arezzo con il Presidente Sen. Amintore Fanfani

Partecipò ai primi congressi provinciali dei gruppi giovanili della DC fino a che nel 1947 divenne componente del Comitato provinciale di Salerno della DC e nel 1952 venne eletto consigliere comunale a Pagani dove ricoprì la carica di capo della minoranza DC.
Leader della corrente dei fanfaniani della provincia di Salerno, nel 1954 divenne segretario provinciale della DC. Durante il quinquennio della segreteria politica Fanfani, rivestì diversi incarichi come dirigente provinciale nella Giunta esecutiva.

### L'elezione alla Camera e l'attività parlamentare

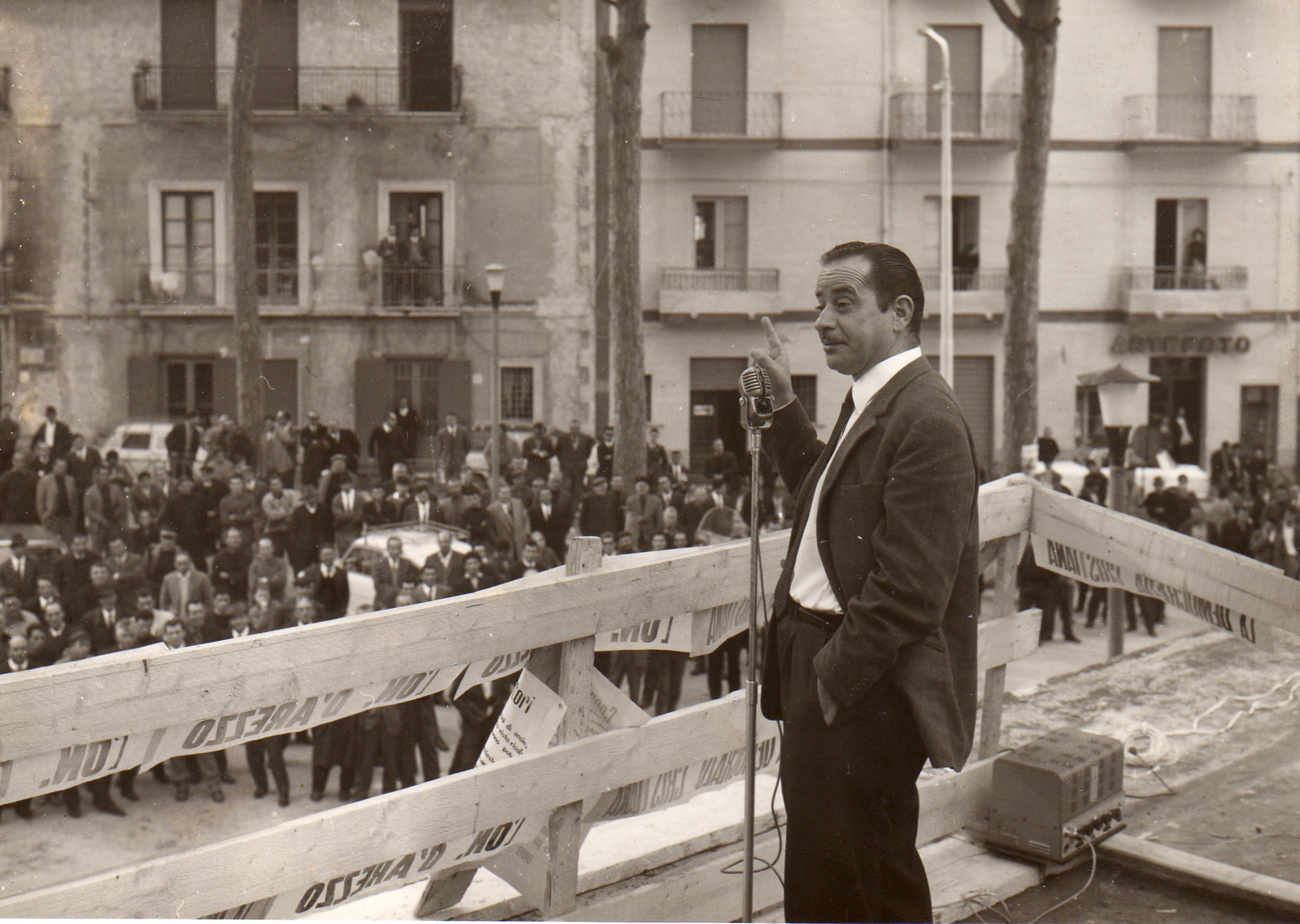
Un comizio elettorale degli anni sessanta in provincia di Salerno.

Sull'onda dei successi elettorali ottenuti dalla Democrazia Cristiana in quasi tutti i comuni della provincia di Salerno durante le elezioni del maggio 1956, Bernardo D'Arezzo venne eletto per la prima volta deputato con le elezioni del 25 maggio del 1958, avendo ottenuto nella circoscrizione Avellino-Benevento-Salerno 45.028 voti. Presenta 24 progetti di legge.
Nel 1963 è rieletto deputato con 57.433 voti di preferenza. Presenta quale primo e co-firmatario 17 progetti di legge.
Nel 1968 è nuovamente rieletto alla Camera nella V Legislatura con oltre 71.000 voti. Dal 1968 al 1972 è sottosegretario di Stato alle Poste e telecomunicazioni, presenta quale primo e co-firmatario 1 progetto di legge.
Riconfermato nel 1972 deputato con oltre 110 000 voti, propone 9 progetti di legge e tra questi nel 1973 la prima legge di "definizione e disciplina delle operazioni di locazione finanziaria" - Leasing finanziario -
Rieletto per la quinta volta, propone 11 progetti di legge.
Nel giugno 1979 è candidato per la Democrazia Cristiana al Senato, dove viene eletto senatore nel collegio di Eboli.
Nel corso della VIII Legislatura fece parte delle seguenti Commissioni del Senato della Repubblica e delle Commissioni speciali sul terremoto del 1980:
- 3ª Commissione permanente (Affari esteri) 4 agosto 1981 - 11 luglio 1983
- 10ª Commissione permanente (Industria, commercio, turismo) 11 luglio 1979 - 25 settembre 1979 e 14 gennaio 1981 - 29 luglio 1981
- 12ª Commissione permanente (Igiene e sanita') dal 26 settembre 1979 al 13 gennaio 1981

- Commissione speciale per l'esame di provvedimenti riguardanti la ricostruzione dei territori colpiti dal terremoto del novembre 1980 dal 19 febbraio 1981 - 13 gennaio 1982
- Commissione speciale modifiche ricostruzione eventi sismici 14 gennaio 1982 - 11 luglio 1983
- Commissione bicamerale d'inchiesta sulla loggia massonica P2[23]

### L'impegno nella Democrazia Cristiana e di Governo

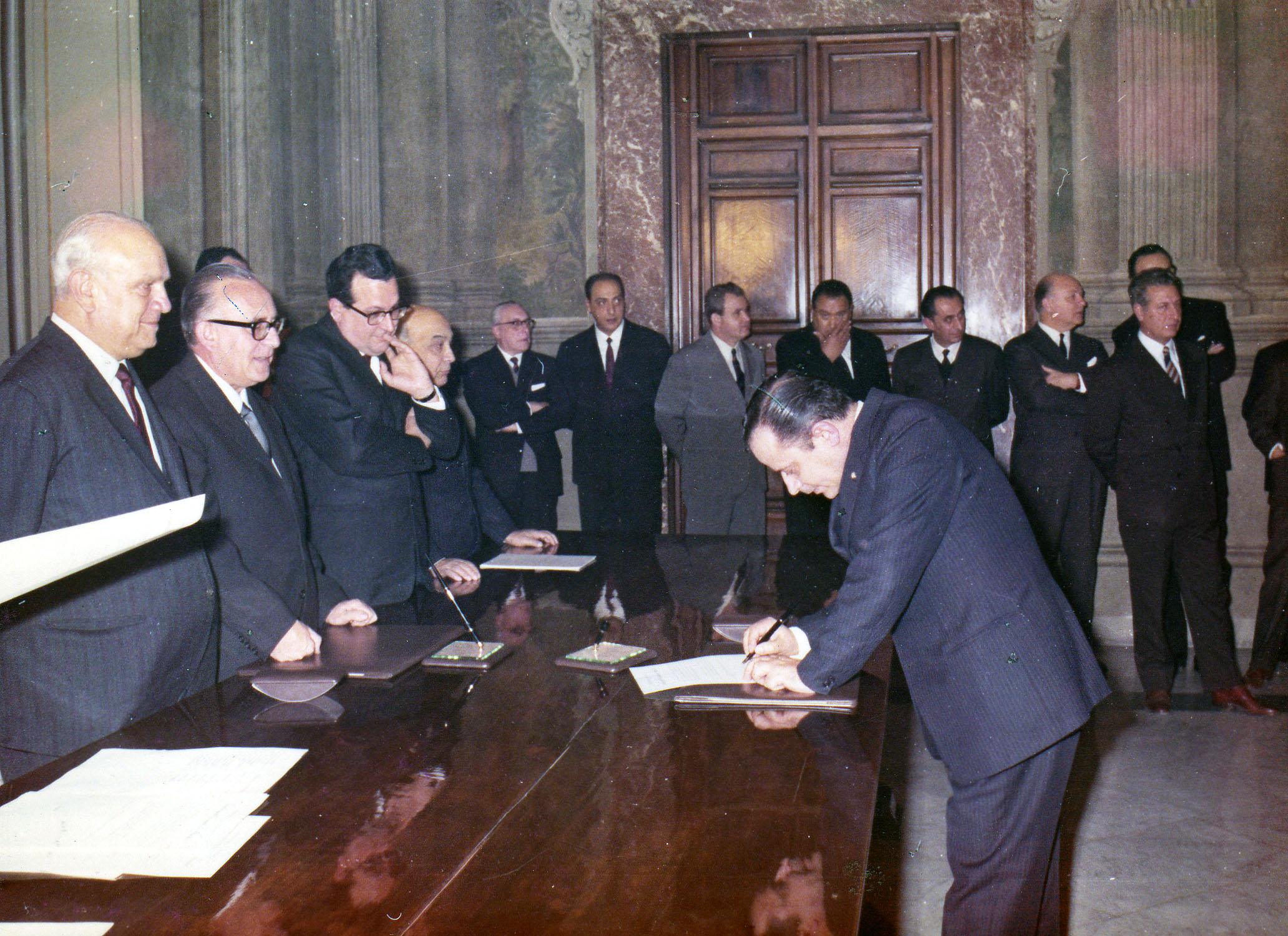
Giuramento Sottosegretario di Stato al Ministero delle Poste e telecomunicazioni - Governo Rumor

Nel 1968, nel Governo Leone II, venne nominato per la prima volta Sottosegretario di Stato alle Poste e Telecomunicazioni e in seguito riconfermato allo stesso dicastero nei cinque successivi Governi (Governo Rumor I, II e III, Governo Colombo I, Governo Andreotti I). In quel periodo gli venne affidata più volte la delega di Presidente del Consiglio di Amministrazione del Ministero delle Poste e dell'Azienda dei Telefoni di Stato. In rappresentanza del Governo prese parte attiva in numerose delegazioni, sottoscrivendo numerosi accordi internazionali con diversi paesi europei ma anche dell'Asia, del Medio Oriente e dell'Africa.
Dal 1962 fu consigliere nazionale della Democrazia Cristiana, ruolo che gli venne riconfermato nei successivi Congressi Nazionali di Milano, Roma e Napoli.
Dopo l'esperienza di Governo al Ministero di Viale Aventino, e ritornato all'impegno alla vita di partito, venne prima chiamato a far parte della Direzione Centrale della Democrazia Cristiana, quale Vice Segretario Organizzativo, e poi a dirigere l'Ufficio Centrale della DC sui problemi delle Assicurazioni.
Nel 1974 Dirigente dell'Ufficio Elettorale della DC, curò l'organizzazione elettorale del referendum sul divorzio.

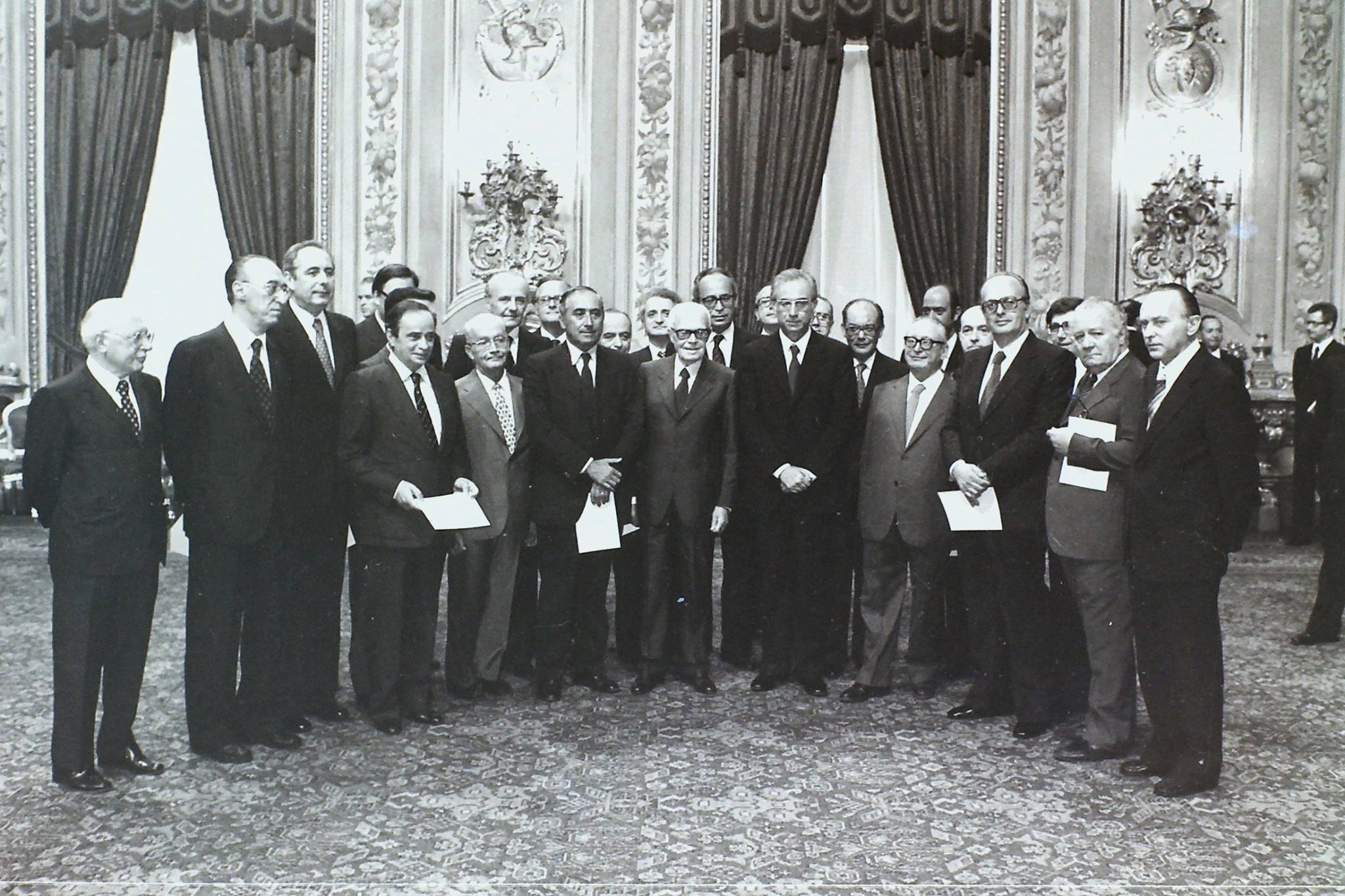
I Governo Cossiga 4 agosto 1979 da sinistra: Gaetano Stammati, Vito Scalia, Adolfo Sarti, Bernardo D'Arezzo, Giulio Marcora, Sandro Pertini, Francesco Cossiga, Filippo Maria Pandolfi, Salvatore Valitutti, Virginio Rognoni, Franco Nicolazzi. Ludovico Ariosto, Attilio Ruffini

### Governi Cossiga I e Cossiga II - Ministro del Turismo e spettacolo

Milano 1980 - Il Sen. D'Arezzo Ministro del Turismo in rassegna con il Gen. Carlo Alberto Dalla Chiesa

Ministro del turismo e dello spettacolo nel Governo Cossiga I del 1979, e riconfermato nel 1980 nel Governo Cossiga II, propone al Consiglio dei ministri 25 disegni di legge, di cui 5 di riforma nei settori del dicastero: cinema, turismo, attività sportiva, teatrale, musicale e lirica, circense. alcuni vigenti:
- LEGGE 23 luglio 1980, n. 374 Incremento del fondo speciale per lo sviluppo e il potenziamento delle attività cinematografiche.
- LEGGE 23 luglio 1980, n. 378 Interventi creditizi a favore dell'esercizio cinematografico.
- LEGGE 14 novembre 1981, n. 648 Nuovo ordinamento dell'Ente nazionale italiano per il turismo
- LEGGE 23 luglio 1980, n. 379 (Integrazioni delle disposizioni dell'articolo 28 della legge 4 novembre 1965, n. 1213, concernente finanziamenti a film ispirati a finalita' artistiche e culturali)
- LEGGE 23 luglio 1980, n. 376 (Interventi a favore del credito cinematografico)
- LEGGE 29 luglio 1980, n. 390 Provvedimenti per i circhi equestri e lo spettacolo viaggiante
- LEGGE 13 agosto 1980, n. 464 Svolgimento di attività sportive degli insegnanti di educazione fisica, atleti o tecnici di livello nazionale.
- LEGGE 18 luglio 1980, n. 406 Norme sulle attività alberghiere esistenti. Disposizioni per la prevenzione incendi.

### La commissione d'inchiesta sulla P2
Al termine del mandato di Governo, il 10 novembre 1981 fu nominato dal Presidente del Senato Amintore Fanfani e dal Presidente della Camera dei deputati Nilde Iotti nella Commissione bicamerale d'inchiesta sulla loggia massonica P2, presieduta da Tina Anselmi, che gli affidò la relazione su Licio Gelli, e partecipò attivamente ai lavori della commissione d'inchiesta fino al novembre 1982 quando durante una seduta e un interrogatorio del generale Raffaele Giudice, venne ricoverato d'urgenza per un edema polmonare acuto. 
Per oltre 3 mesi e per la grave malattia che l'aveva colpito, si allontanò suo malgrado dai lavori parlamentari e dalla vita politica e dagli scenari politici nazionali e provinciali, mentre la legislatura si sciolse anticipatamente con le dimissioni del Governo Forlani,  in seguito alla pubblicazione della lista degli aderenti alla loggia massonica P2, vennero indette le nuove elezioni politiche del 26 giugno 1983. 
La Democrazia Cristiana gli negò il collegio senatoriale di Nocera Pagani, e venne nuovamente candidato nel collegio di Eboli dove nonostante il 35% dei voti risultò il primo dei non eletti

### Dal suo paese natale Pagani (Sa) al governo del paese
Nel 1960, nel quadro del Piano Case INA-Casa, di Amintore Fanfani, è promotore, con il contributo di Giulio Andreotti allora Ministro della Difesa, di una legge che permise la realizzazione, su un ex-suolo del demanio militare, di oltre 10 000 vani. Nello stesso periodo fece anche realizzare le infrastrutture scolastiche liceali allora inesistenti nella città di Pagani.
In qualità di Presidente del Consiglio di Amministrazione dell'Ospedale Civile “Andrea Tortora” di Pagani, si occupò alla costruzione di un nuovo complesso ospedaliero che trasformò la struttura ottocentesca del vecchio Ospedale Civile "Andrea Tortora". 
Il 4 agosto 1968 il Ministro dei Lavori Pubblici, Lorenzo Natali, inaugurò la nuova struttura, tra le più moderne del mezzogiorno d'Italia, e la scarna decina di posti letto del vecchio nosocomio, aveva ormai lasciato spazio all'innovazione tecnologia, con oltre 300 posti letto. 
Realizza e Presiede la prima "Scuola professionali per Infermieri - G. Vaccaro" istituita presso l'Ospedale "Andrea Tortora" di Pagani. 
Si adoperò negli anni settanta al finanziamento e alla costruzione di due nuovi edifici ospedalieri, per ulteriori 500 posti letto, che affiancarono il primo inaugurato nel 1968 e che con il terremoto del 23 novembre 1980, non vennero completati dopo la sua morte nel 1985.
Nel 1973 fu tra i primi a proporre una legge sul leasing finanziario, modalità che permise l'ulteriore ampliamento del complesso ospedaliero paganese, e al progetto per la realizzazione di un centro di cardiochirurgia.
Dopo lunghi studi e ricerche, riuscì a convincere i dirigenti della società svedese Ericsson a investire nella realizzazione a Pagani e nella piana del Sele di un polo industriale elettronico; così venne inaugurata nel 1971 la Ericsson F.A.T.M.E., Fabbrica Apparati Telefonici e Materiali Elettrici,dove trovarono lavoro oltre 650 addetti.
Dopo poco tempo la piana del Sele vide la nascita anche di un'altra industria elettronica, la Telesud.
Nel 1976 venne inaugurato il nuovo Mercato ortofrutticolo di Pagani, il terzo in ordine di grandezza in Italia, nel 1982 fusosi con il mercato di Nocera Inferiore, tutt'oggi snodo cruciale per lo smistamento dei prodotti locali e di quelli provenienti da tutto il Mediterraneo.
Vicepresidente dell'Istituto italo-cinese, per il quale compie due viaggi per due mesi nella Repubblica Popolare Cinese, pubblicando con altri autori un volume "Cantiere Cina" per l'Ed. Mandelli.

### L'ultimo anno
Nel 1984 è nominato presidente dell'USL 50 di Nocera-Pagani e avvia un progetto di rilancio delle strutture sanitarie di Pagani e Nocera Inferiore, nell'ambito della riforma sanitaria, che prevedeva la costituzione di un POLO OSPEDALIERO AVANZATO, in una delle aree più densamente popolate della Campania e del Mezzogiorno, riprendendo e rilanciando la ultimazione dei due nuovi edifici che avevano subìto gravi danni con il terremoto del 1980.
I lavori di adeguamento dei due nuovi edifici dell'ospedale A. Tortora di Pagani sono poi ripresi con la realizzazione del Polo specialistico Oncoematologico il più grande dell'Agro Nocerino Sarnese dopo quello di Napoli
Nel 1985 l'ultimo incarico politico: è eletto segretario di sezione della DC a Pagani. Alla fine di agosto 1985, un tumore incurabile ne determinò prima un nuovo ricovero d'urgenza all'ospedale A. Tortora e successivamente il trasferimento al Policlinico Gemelli di Roma dove muore a Roma il 13 settembre 1985 all'età di 63 anni

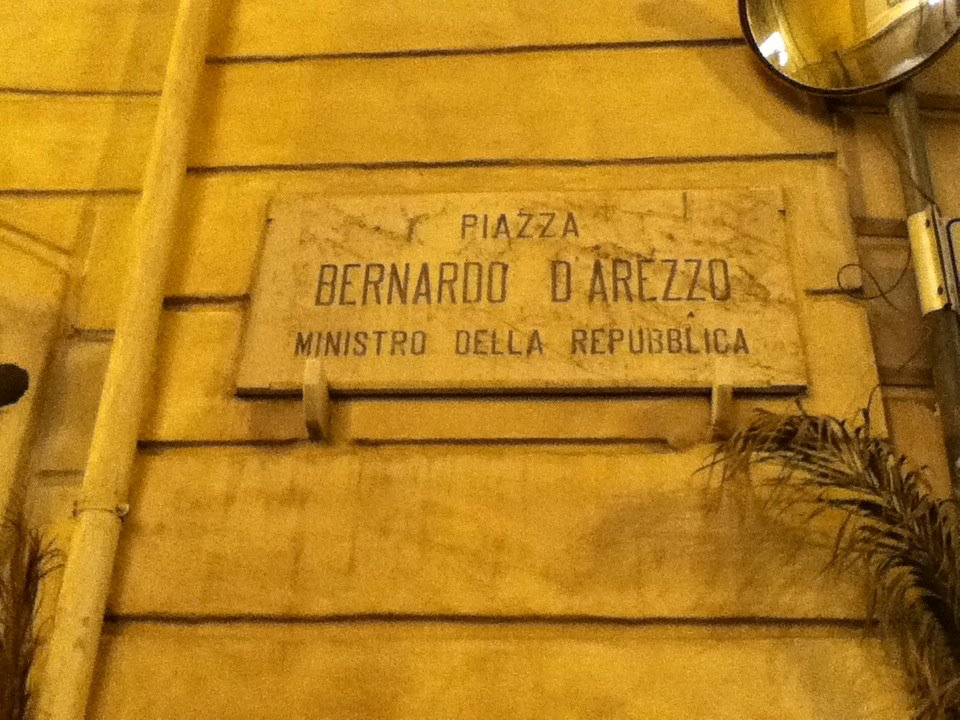
Comune di Pagani (SA) Piazza Bernardo D'Arezzo

Dal 1991 la piazza del Municipio di Pagani è intitolata a Bernardo D'Arezzo.

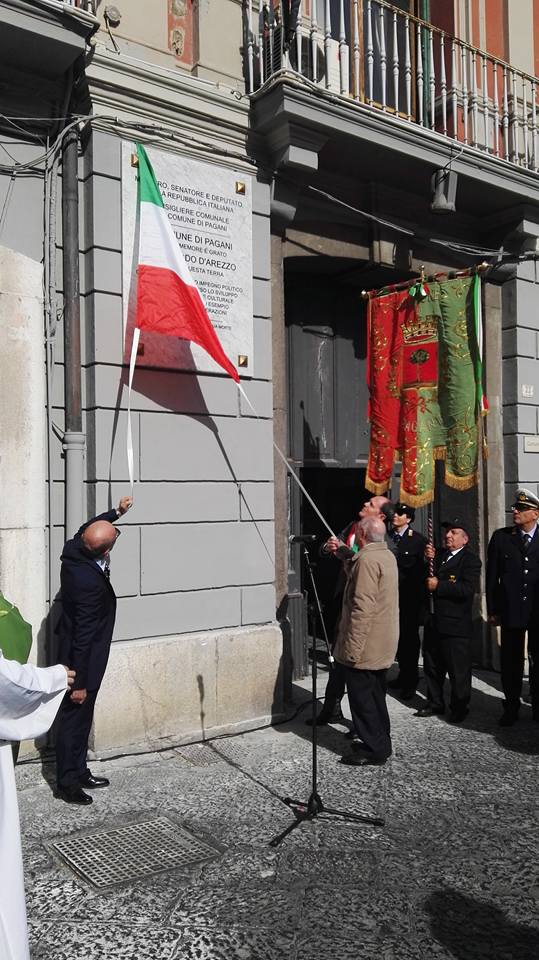
26 ottobre 2015 - Comune di Pagani (SA) - Scopertura lapide commemorativa XXX Anniversario dalla scomparsa

Nel XXX Anniversario dalla scomparsa, il 24-25 e 26 ottobre 2015, dopo due giorni del Comvegno Storico politico "Il metodo D'Arezzo " e di una mostra fotografica presso l'Auditorium Comunale, convegno al quale hanno partecipato storici e numerosi esponenti politici di diverse formazioni, e l'ex Presidente del Consiglio e Segretario politico Dc, Ciriaco De Mita, il Sindaco del Comune di Pagani Salvatore Bottone, ha concluso con la scopertura di una lapide commemorativa sul Palazzo di Città, nella antistante piazza del Comune già intitolata a Bernardo D'Arezzo e voluta nel 1991 dalla'amministrazione comunale e dal sindaco Angelo Grillo.

Bernardo D'Arezzo 1922 - 1985

### La poesia di Bernardo D'Arezzo
Bernardo D’Arezzo aveva pubblicato due raccolte di poesie in vernacolo, nel 1976 "Poesia dal mio paese”, edito da Cappelli con la prefazione di Domenico Rea e ripubblicato per Marotta Editore nel 1979. Sempre nel 1979 per Marotta Editore il secondo libro, “Vularria”, con prefazione di Antonello Trombadori presentato il 22 marzo 1979 al Circolo della Stampa di Napoli da Eduardo De Filippo, Diego Fabbri e Piero Piccioni e Domenico Rea.
Un terzo libro di poesie inedite, Verso l'infinito, è stato pubblicato a cura del Comune di Pagani nel 2015 in occasione del Convegno, con la prefazione di Luigi De Filippo e di Claudio Tortora